# 短喙骗梭螺
短喙骗梭螺，又名短菱角螺，是梭螺科骗梭螺属的动物。

## 分佈
本物種分佈於西太平洋，見於北起日本、韩国、中国大陆福建以南沿海、台湾、菲律宾、印度尼西亚、库克群岛及中太平洋的夏威夷等地，一般栖息于潮下带的暖海。该物种的模式产地在菲律宾。

## 外部連結
- 維基物種上的相關：短喙骗梭螺